# Soulos
Soulos  este un oraș în Grecia în prefectura Arcadia.